# BOFH
BOFH (аббревиатура англ. Bastard Operator From Hell — «Ублюдок-оператор из ада», русское адаптированное название ЧМО — «чёртов мерзавец-оператор») — название цикла рассказов новозеландского автора Саймона Травальи о работе оператора компьютерной сети. Действие всех рассказов происходит в пятницу 13 числа. Впрочем, некоторые события русской серии датируются первым апреля.
Главный персонаж BOFH отличается крайней нетерпимостью к некомпетентным пользователям. В гневе он может удалить их данные, закрыть вход в систему или сделать что-нибудь более страшное.
Цикл переведён на многие языки мира; есть как русский перевод, так и русский вариант, написанный Игорем Обуховым и Павлом Гродеком.